# Овал (стадион)
The Oval (официальное название — Kia Oval) — крикетный стадион, расположенный в Кеннингтоне, (боро Ламбет, Лондон, Великобритания)
Овал был построен в 1845 году, и на протяжении всего времени своего существования был домашней площадкой крикетного клуба Суррей Каунти.
Также, стадион, помимо крикетных матчей, принимает ещё множество мероприятий. Например, здесь прошёл финал первого Кубка Англии по футболу, а также принял все финалы этого же турнира с 1874 по 1892 года. В 1870 году на этом стадионе был сыгран первый международный матч среди сборных. В Овале встретились сборные Англии и Шотландии. В 1876 на стадионе прошли регбийные матчи между сборными Англии, Шотландии и Уэльса